# فيبي دي توماسو
فيبي دي توماسو (بالإنجليزية: Phoebe Di Tommaso)‏ هي متزلجة فنية أسترالية، ولدت في 26 يوليو 1990 في بريزبان في أستراليا.

## وصلات خارجية
- فيبي دي توماسو على موقع الاتحاد الدولي للتزلج (الإنجليزية)